# Lord Lindores
Lord Lindores war ein erblicher britischer Adelstitel (Lordship of Parliament) in der Peerage of Scotland.
Der Titel wurde mit Letters Patent vom 31. März 1600 von König Jakob VI. an Patrick Leslie of Pitcairlie verliehen. Dieser war der zweite Sohn des Andrew Leslie, 5. Earl of Rothes, und spätestens seit 1569 Kommendatarabt von Lindores Abbey in Fife, das nun in eine weltliche Herrschaft umgewandelt wurde.
Seit dem kinderlosen Tod seines Nachfahren, des 8. Lords, am 11. Mai 1813 ruht der Titel.

## Liste der Lords Lindores (1600)
- Patrick Leslie, 1. Lord Lindores († 1608)
- Patrick Leslie, 2. Lord Lindores († 1649)
- James Leslie, 3. Lord Lindores († um 1666)
- John Leslie, 4. Lord Lindores († 1706)
- David Leslie, 5. Lord Lindores († 1719)
- Alexander Leslie, 6. Lord Lindores († 1765)
- James Leslie, 7. Lord Lindores († 1775)
- John Leslie, 8. Lord Lindores (1750–1813)